# Frihedskæmperne (parti)
Frihedskæmperne oprindelig grundlagt 7. juli 2007 som Frihedspartiet.
Partiet blev grundlagt af Ruth Evensen, tidligere præst i Faderhuset , Eivind Fønss og Agner Dalgaard.
Et af partiets mærkesager er abortmodstand, og faktisk blev partiet annonceret samme dag Kristendemokraterne annoncerede, at de ikke længere var imod fri abort (beslutningen blev senere omstødt efter Bodil Kornbeks afgang som formand).